# アオギス
アオギス（青鱚、学名 Sillago parvisquamis）はキス属に属する沿岸性の海水魚である。ヤギス（矢鱚）、また川を遡るためカワギスとも呼ばれる。他のキスに似るが、第一背鰭が12-13棘条であることで区別できる。主に東アジアに分布し、浅瀬に生息する。餌は水底の甲殻類など。繁殖は6-7月で、卵や幼生の形態からシロギス・モトギスと区別することが可能である。生息地の消失や水質汚染により絶滅に瀕しているが、IUCNには記録されていない。

## 形態・分類

イラスト

他のキスと非常によく似ており、体形はわずかに縦扁して細長い。第一背鰭は12-13棘条であるが、他のキスは11棘条であるためこの点で区別できる。第二背鰭は1棘20-22軟条、臀鰭は2棘22-24軟条。側線鱗数は79-84、脊椎骨数は39-40。最大で30cmの個体が知られる。
キス類は鰾の形態により種を特定することができる。本種の鰾は、前部から2本の分岐する管が伸び、側面からは腹腔に沿って後方に、複雑に分岐した盲管が伸びている。後部は2本に分かれ、先細りになって終わる。下面からは総排泄孔に管が繋がっている。このような配置はモトギスと似ているが、側面の盲管の分岐は本種の方がより複雑である。
背面は薄茶から暗褐色、腹面はより薄い色で、体側には淡い1本の縞がある。背鰭の鰭膜には、5 - 6列の黒い斑点がある。他の鰭は半透明である。
1861年、テオドール・ギルによって"Synopsis of the Sillaginoids"の中で記載された。タイプ標本は神奈川県産。1913年にPeter Forsskålによりモトギス Sillago sihamaと誤同定されたことがある。英名 "small-scale whiting" は他のキスに比べ鱗が細かいことによる。

## 分布
分布域は北西太平洋に限られており、南日本・台湾。かつては東京湾以南の全国に分布したが、生息条件の「汽水、かつ干潟や浅瀬のある湾内」が高度成長期に工場適地として次々と埋め立てられるにつれ各地から姿を消した。
現在、国内では瀬戸内海西端の周防灘のうちの大分県、山口県沿岸、また鹿児島県の一部にのみ、わずかに生息する。韓国・インドでも確認されているが、それぞれ1匹の捕獲例があるだけである。

## 生態
内湾性、浅海性が強く、干潟の発達した河口の汽水域に棲息する。水深30m以下、特に大きな川の三角江に発達した干潟でよく見られる。寒期は深みにいて、暖かくなるとごく水深の浅い沿岸部に移動してくる。幼生・稚魚は干潟の最も浅い場所に集中する。
他のキスのように底性捕食者で、甲殻類・貝類・多毛類などを捕食する。豊前海での調査からは繁殖期は5-7月であり、飼育下でも6-7月をピークに5-9月の間繁殖することが示された。
飼育下では産卵は夜の20:30-22:00に行われることも分かった。卵は浮遊性で無色半透明、直径は平均0.71mmで球形である。Imoto and Matsui (2000) により個体発生が調査されており、シロギスの幼生に比べ筋節の数が多い、背面に黒色素胞がある、尾柄に黒い帯がない、などの相違点があることが確認された。観察に基づく成長モデルからは、雌は最初雄より小さいが成長率が大きく、2年で雄を追い越すことが示された。1997年の研究では、野生下で雄は最大全長288 mm、雌は332 mmに達することが分かった。

## 人との関連
かつては釣りの対象として人気があった。中川や江戸川の河口の浅瀬の海中に脚立を立ててアオギスを釣る「脚立釣り」は東京湾の初夏の風物詩であったが、昭和30年代に東京湾の干潟が埋め立てられ、アオギスも1976年（昭和51年）の捕獲例を最後に姿を消した。他のアジア産キスのように河口や浜での地引網で獲れるが、モトギスと混同されている場合が多く漁業統計情報がほとんどない。1984年の佐野光彦・望月賢二による研究では生息地破壊・水質汚染により危機に瀕しているとされ、他の論文でも引用されているが、IUCNは対策を取っていない。1996年に韓国から発見されたことからは、本種の分布は現在考えられているより広く、絶滅の危険はより少ないということが言えるかもしれない。
漁業的な養殖は行われていない。海洋生物環境研究所はアオギスの研究を行い、繁殖や累代飼育に成功している。近年、繁殖させたアオギスを東京湾に再放流する計画もあったが、かつて東京湾に生息していたアオギスとの遺伝的同一性が確認できず、中止となっている。
味はシロギスより劣るとされる。